# Craig Huneke
Craig Lee Huneke (27 de agosto de 1951) é um matemático estadunidense, especialista em álgebra comutativa. É professor da Universidade da Virgínia.
Huneke obteve a graduação no Oberlin College em 1973 com um Ph.D. em 1978 na Universidade Yale, orientado por Nathan Jacobson, com a tese Determinantal ideal and questions related to factoriality. No pós-doutorado esteve na Universidade de Michigan, onde foi em 1979 professor assistente, e esteve no Instituto de Tecnologia de Massachusetts e na Universidade de Bonn (1980). Em 1981 foi professor assistente na Universidade Purdue, onde foi em 1984 professor associado e em 1987 professor. De 1994 a 1995 foi professor visitante na Universidade de Michigan e em 1999 esteve no Instituto Max Planck de Matemática em Bonn (como Fulbright Scholar). Em 1999 foi professor na Universidade do Kansas. Em 2002 esteve no Mathematical Sciences Research Institute (MSRI). É desde 2012 Marvin Rosenblum Professor na Universidade da Virgínia.
Foi palestrante convidado do Congresso Internacional de Matemáticos em Quioto (1990: Absolute Integral Closure and Big Cohen-Macaulay Algebras). É fellow da American Mathematical Society.

## Publicações
- com Hochster Tightly closed ideals, Bulletin of the American Mathematical Society, volume 18, 1988, p. 45–48 «Online text». MR 919658
- com Hochster Tight closure, invariant theory, and the Briançon–Skoda theorem, Journal of the American Mathematical Society, volume 3, 1990, p. 31–116
- com Hochster: Phantom Homology, Memoirs American Mathematical Society 1993
- Tight closure and its application, American Mathematical Society 1996
- com Irena Swanson: Integral closure of ideals, rings, and modules, Cambridge University Press, 2006
- com B. Ulrich The structure of linkage, Annals of Mathematics, volume 126, 1987, p. 277-334
- com Hochster Infinite integral extensions and big Cohen-Macaulay algebras, Annals of Mathematics, volume 135, 1992, p. 53-89
- com David Eisenbud, W. Vasconcelos Direct methods for primary decomposition, Inventiones Mathematicae, volume 110, 1992, p. 207-236
- Uniform bounds in noetherian rings, Inventiones Mathematicae, volume 107, 1992, p. 203-223
- com Hochster Comparison of symbolic and ordinary powers of ideals, Inventiones Mathematicae, volume 147, 2002, p. 349-369
- com D. Eisenbud, B. Ulrich The regularity of Tor and graded Betti numbers, American Journal of Mathematics, volume 128, 2006, p. 573-605